# Banyuls-sur-Mer
Banyuls-sur-Mer o Bañuls del Mar (en catalán Banyuls de la Marenda) es un localidad y comuna francesa del departamento de los Pirineos Orientales, en la región de Occitania. Ubicada en la antigua comarca del Rosellón, se extiende desde la sierra de la Albera hasta el mar.

## Geografía

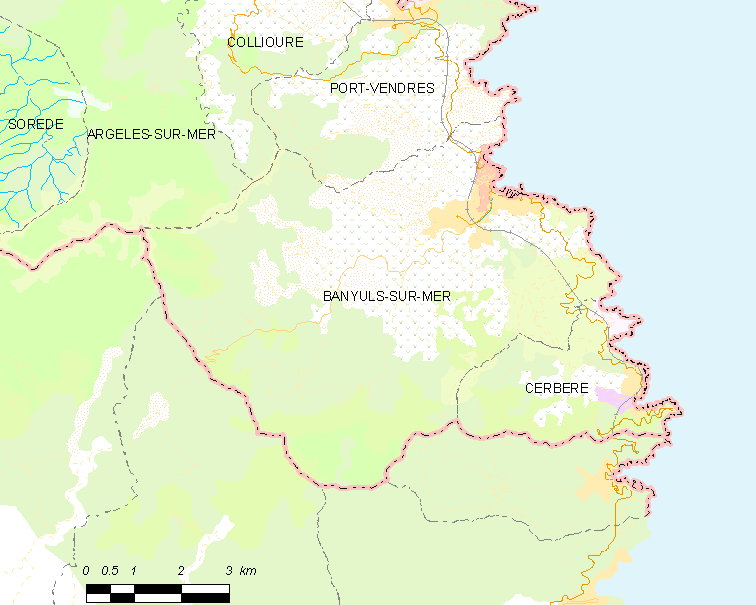
Situación de Banyuls-sur-Mer

Limita con las comunas de Cerbère, Port-Vendres, Argelès-sur-Mer y Collioure y con los municipios españoles de Colera y Rabós. Su término va desde los 0 m al nivel del Mediterráneo hasta los 965 m de la Albera.

## Historia

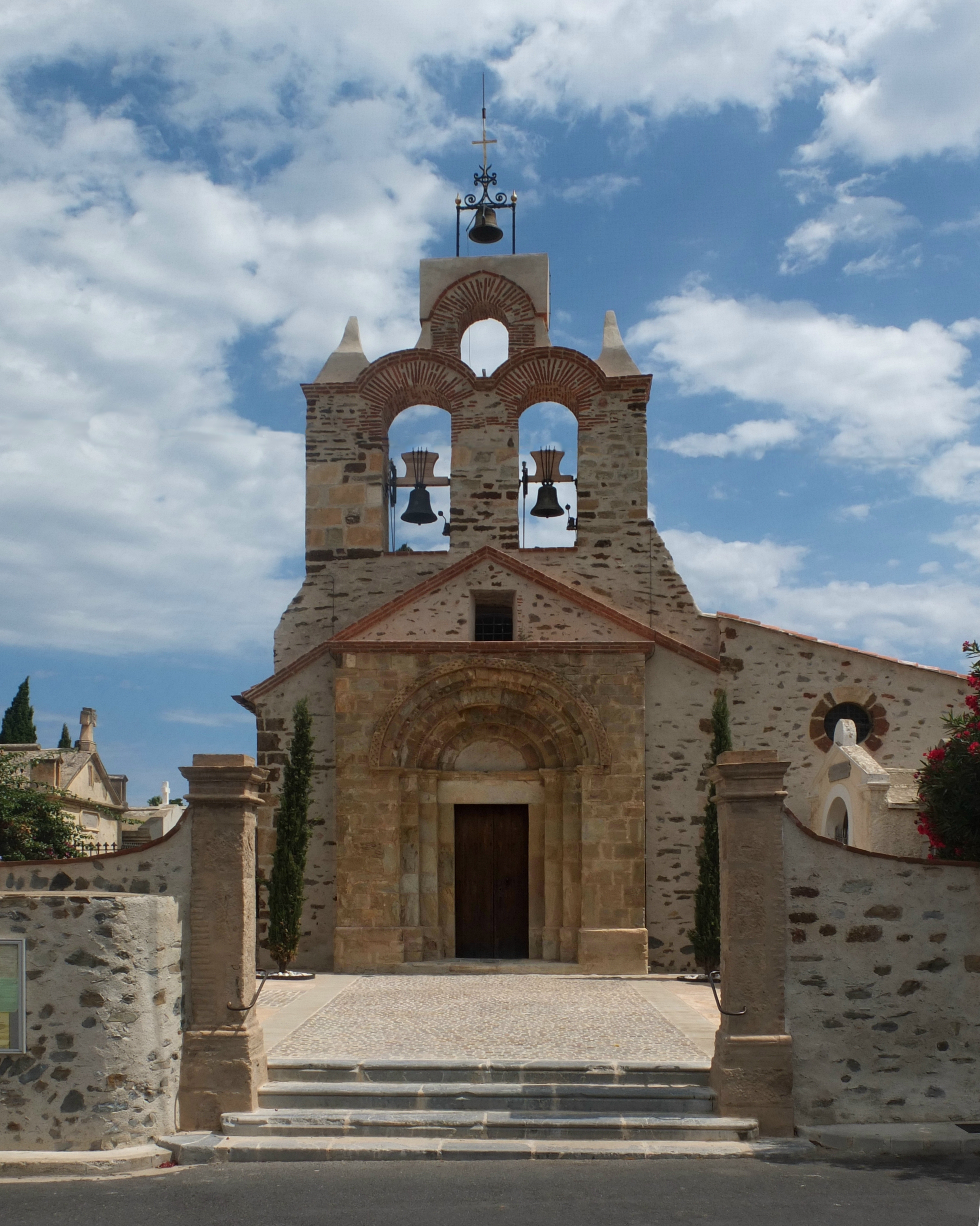
Église de la Rectorie

La primera mención de la villa data del 981, con dos denominaciones: Balneum y Baldeola. Desde el año 1074, aparece el nombre: Bannils de Marítimo que diferencia este lugar de Banyuls-dels-Aspres. El término Marenda se cita en 1197 (Banullis de Maredine) y, más tarde, en 1674 aparece como Banuyls del Marende, por último, ya en el siglo XIX se cita como Banyuls de la Marende.
El nombre Banyuls puede estar motivado por la presencia de una laguna. Es el embalse de la Bassa formado por la desembocadura de río Vallauria, que fue desecado en 1872. En cuanto al término Marenda no es seguro que sea la denominación exacta de "marítimo", ya que la misma toponimia se encuentra en Francia: Marennes, en aquellos lugares en los que el mar no está cercano (como por ejemplo en Isère). Marenda, es, asimismo, un apellido frecuente en Auvernia.
La historia de Banyuls-sur-Mer no se puede escribir sin mencionar a Cerbère, las dos comunas, hoy separadas, tuvieron un pasado único, cuya división se llevó a cabo con la firma del Tratado de los Pirineos el 7 de noviembre de 1659.
Durante la Revolución francesa, el collado de Banyuls desempeñó un papel esencial. En 1793, las tropas españolas del general Ricardos invadieron el Rosellón, apoyadas, a menudo, por los propios habitantes. Pero en el collado de Banyuls la resistencia de sus habitantes fue realmente efectiva, aunque no pudieron evitar que las tropas francesas fueran, finalmente, vencidas. Se ha escrito mucho acerca de la resistencia de las gentes de Banyuls: para algunos fue una prueba de patriotismo francés, para otros, una reacción de los contrabandistas para los que el paso por la villa, bajo la influencia española, habría arruinado sus intereses. Ciertamente el contrabando era una "especialidad" de Banyuls, lo mismo que las anchoas de Colliure. Durante casi dos siglos, los pescadores de Banyuls, transportaron, según la época: sal, tabaco, azúcar, arroz o tejidos, todo con una impunidad casi total.

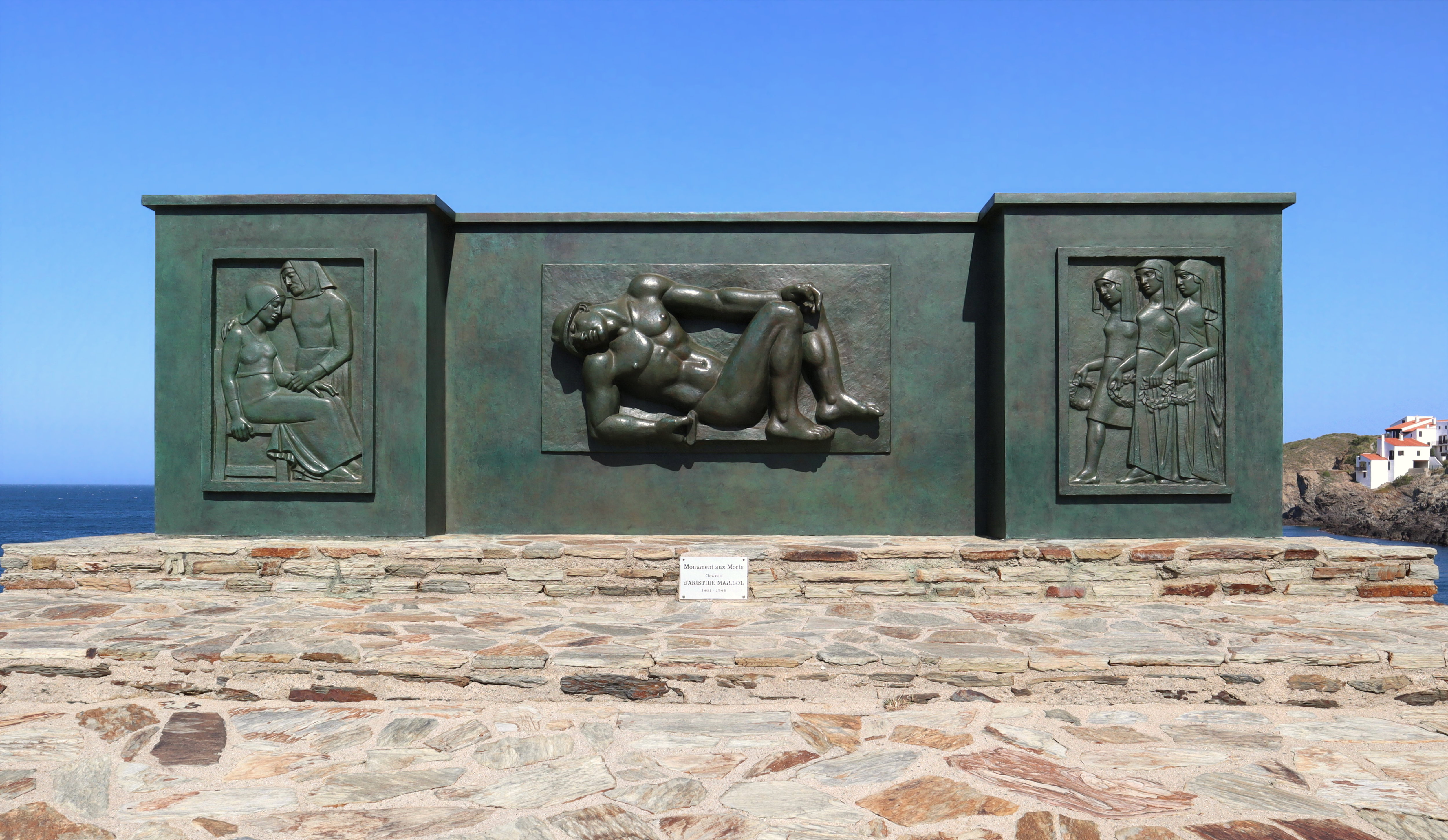
Escultura de Aristide Maillol en la localidad

Poco a poco la viticultura ha ido ganándole el terreno a la pesca y hoy día, junto con el turismo, el vino dulce natural y sus bodegas constituyen la actividad principal de Banyuls.
A finales del siglo XIX, concretamente en 1882, el zoólogo Henri de Lacaza-Duthiers fundó el laboratorio Arago, cuyas actividades, comprenden, en la actualidad, tanto el ecologismo marítimo como el  terrestre. Se puede visitar el acuario oceánico del laboratorio que contiene más de 250 especies representativas de la fauna acuática mediterránea, situado en la reserva marina de Cerbère-Banyuls.

## Demografía
| 4271 | 4436 | 4000 | 4093 | 4662 | 4532 |
| Para los censos de 1962 a 1999 la población legal corresponde a la población sin duplicidades (Fuente: INSEE [Consultar]) |      |      |      |      |      |